# Walter De Maria
Walter Joseph De Maria (Albany, California, Estados Unidos, 1 de octubre de 1935 - Los Ángeles, Estados Unidos, 25 de julio de 2013) fue un artista estadounidense, de origen italiano, escultor, ilustrador y compositor. Desde 1960 residía en la ciudad de Nueva York. La práctica artística de Walter de Maria está conectada con el arte minimalista, el arte conceptual y el Land Art. 
El director del Museo de Arte del Condado de Los Ángeles (LACMA) Michael Govan, dijo: «creo que es uno de los más grandes artistas de nuestro tiempo». Govan, quien dirigió la Dia Art Foundation que subvencionó y se encarga del mantenimiento de varias instalaciones de De Maria, encontró su trabajo «singular, sublime y directo».
Su obra más famosa es The Lightning Field ('El campo de rayos') que inauguró en 1977 en el desierto de Nuevo México. La instalación, cuya construcción duró años de pruebas y ajustes, consiste en una cuadrícula de 1 km por 1 milla (1609 metros), formada por 400 postes de acero inoxidable de una altura media de 20 ½ pies (6,10 metros) y separados por un espacio de 220 pies (67 metros). Rara vez han caído rayos sobre los postes, pero la perfección conseguida sobre un suelo irregular —las puntas de los postes quedan exactamente a la misma altura— produce una sorpendente sensación de orden en medio del desierto.